# Kabaddi
Kabaddi er en meget gammel kontaktsport for hold, der har sin oprindelse i Sydindien. Der findes flere variationer af sporten men Kabaddi er hovednavnet, der dækker over de forskellige variationer. Kabaddi kaldes også for "massernes sport", da der ikke kræves noget egentligt udstyr og det kan spilles på en simpel bane, både indendørs og udendørs.

## Oprindelse
Sporten er sandsynligvis opstået i Indien for flere hundrede år siden, muligvis som en slags forsvar/angreb på diverse banditter der truede landsbyer. Sporten er beskrevet i mange gamle indiske tekster, f.eks. Buddha, der brugte det som træning eller indiske prinser der kunne vinde deres brud.

## Beskrivelse af sporten
Hvert hold har syv spillere på banen, der måler 13x10 meter. Der findes flere variationer af sporten men kort fortalt, stiller to hold sig op over for hinanden, hvorefter en spiller fra det ene hold (en 'raider') skal løbe frem og berøre eller tackle en modstander. Den berørte modstander har nu 30 sekunder til at stoppe den første spiller, før han når tilbage bag en linje på egen banehalvdel. Spillet varer 45 min for mænd og 35 min for kvinder.

## Historie
Kabaddi startede i Indien og har siden bredt sig over hele verden, men er mest populær i Asien.
Sportens regler har ændret sig mange gange og i 1950 blev All India Kabaddi Federation oprettet og sporten blev lagt i nogenlunde faste rammer. Reglerne har dog ændret sig flere gange. Kabaddi opnåede national status i Indien i 1918 og sporten blev demonstreret i 1936 ved De olympiske lege i Berlin.

## Andre variationer af Kabaddi
Andre versioner er Amar, Gemini og Sanjeevani.

## Kabaddi i Danmark
Sporten er organiseret i sit eget forbund i Danmark under 'Danmarks Kabaddi Forbund', som blev etableret i 2011. Danmark vandt bronze ved VM i 2012.